# Waldemar Miska
Waldemar Miska (ur. 16 kwietnia 1955, zm. 8 grudnia 2019) – polski piłkarz występujący na pozycji pomocnika, zawodnik Górnika Kazimierz i Zagłębia Sosnowiec.

## Przebieg kariery
Miska przed sezonem 1979/80 dołączył do składu Górnika Kazimierz, beniaminka katowickiej ligi wojewódzkiej (czwarty poziom), od kolejnego sezonu tytułowanej okręgową. W rozgrywkach ligowych 1980/81 był najlepszym strzelcem swojej drużyny, zdobywając kilkanaście goli. Dobrą formę snajperską prezentował też w kolejnym sezonie. Jako najskuteczniejszy piłkarz swojego zespołu latem 1982 został zawodnikiem pierwszoligowego Zagłębia Sosnowiec. W sezonie 1982/83 zagrał w jego barwach w trzynastu meczach ekstraklasy i zdobył dwie bramki. W rundzie jesiennej sezonu 1983/84 w ośmiu meczach tej ligi strzelił jednego gola. Zimą wrócił do Górnika Kazimierz. Zespół z Miską w składzie zdołał wiosną szczęśliwie utrzymać się na czwartym poziomie, lecz opuścił go sezon później.
Były piłkarz zmarł w wieku 64 lat, pochowany na cmentarzu parafialnym w Sosnowcu-Porąbce.

## Statystyki ligowe
| Klub               | Sezon   | Liga    | Liga  | Liga   |
| Klub               | Sezon   | Liga    | Mecze | Bramki |
| ------------------ | ------- | ------- | ----- | ------ |
| Zagłębie Sosnowiec | 1982/83 | I liga  | 13    | 2      |
| Zagłębie Sosnowiec | 1983/84 | I liga  | 8     | 1      |
| Zagłębie Sosnowiec | Ogólnie | Ogólnie | 21    | 3      |